# Bifrenaria grandis
Bifrenaria grandis là một loài thực vật có hoa trong họ Lan. Loài này được (Kraenzl.) Garay mô tả khoa học đầu tiên năm 1958.